# アインシュタインガール
『アインシュタインガール』は、及川中監督の青春ジュブナイルファンタジー映画。岩佐真悠子初主演作。2005年7月16日公開。

## 解説
相対性理論100年メモリアル・イヤーに生まれたSF青春ストーリー。全編、千葉県佐倉市のニュータウンユーカリが丘でロケーション撮影が行なわれ、ニュータウンを走るユーカリが丘線「こあら号」が、時空を越えるタイムマシンとなって登場する。

## ストーリー
1年前に母親を交通事故で亡くした女子高校生・薫（岩佐真悠子）が、ある朝突然、時空の歪みに巻き込まれ1年と2日前にタイムスリップ。60年前の戦場からタイムスリップした水兵・康二郎（福士誠治）の「過去を変えてはいけない」と言う忠告にも構わず、母親を交通事故から救おうと決心する。

## 出演者
- 岩佐真悠子
- 小松愛
- 福士誠治
- 秋山莉奈
- キムラ緑子
- 田口トモロヲ

## スタッフ
- 監督　及川中
- 製作　榊俊人、星邦博
- 企画　檜山忠史、平田樹彦
- プロデューサー　成田直哉
- 撮影監督　瀬川龍
- 編集　滝沢雄作
- 製作　ソフトバンクBB
- 制作　パノラマ・コミュニケーションズ

## DVD
- アインシュタインガール（2005年12月22日、ジェネオン エンタテインメント）